# 공군외국어교육실
공군외국어교육실(空軍外國語敎育室, Foreign Language Institute)은 경상남도 진주시 금산면에 위치한 공군교육사령부 내 영어전문 교육기관이다. 중령을 실장으로 행정계, 기술과, 일반외국어과, 기술외국어과등으로 구성돼 있으며 외국인 강사 5명과 통역장교 교관 7명 군무원 교관 2명, 어학병 2명이 현역 장교 부사관 군무원을 대상으로 가르치고 있다. 또한, 항공통제, 항공관제 관련 영어교육 및 밤낮을 가리지 않는 제초작업, 교육생 숙소 정리 등의 사역을 실시해 오고 있다. 외교실에서는 관제사를 비롯해 조종사, 무기.정비.기상부사관, 해외파병장병 등 연간 500여명의 장병들이 짧게는 8주에서 길게는 20주간 영어 교육을 받고 있으며 2007년 상반기에 170여 명이 수료하였고, 하반기 현재 100여 명의 장병들이 교육을 받고 있다. 2012년부터 국방어학원으로 삼군 어학교육기관이 통합되어 운영되고 있다.

## 교과과정
- 조종사영어보수과정
- 해외파견요원과정[3]
- 장교영어과정
- 기타사업과정

## 교육내용
- American Language Course (ALC) - 1991년도 판이 도입되어 듣기(LLA -Language Laboratory Activity), 기능(Function), 문법(Grammar)로 구성되어 있으며 양이 방대하고 따분함으로 인해 쉽게 싫증이 난다는 단점을 안고 있다.[4]
- Oral Proficiency Interview (OPI)
- 토익
- 토플
- 영어회화
- G-TELP

그밖에도 군장병 상대로 영어회화 강의도 제공한다.

## 출신인사
- 이미도
- 병장 김재경
- 이병 조현
- 중사 용현중

## 참조문헌
- 523호 시사저널 1999년 11월 4일 (목) 창군 50주년 맞은 공군 교관들의 세계[깨진 링크(과거 내용 찾기)]
- Blog 열정 - 사라지는 것은 이름을 남긴다[깨진 링크(과거 내용 찾기)]

1. ↑  “FLI ROKAF Air Education & Training Command Foreign Language Institute”. 2013년 10월 23일에 원본 문서에서 보존된 문서. 2008년 7월 27일에 확인함.
2. ↑  군, 외국어교육 전담 '국방어학원' 12월 개교 SBS뉴스 2012-02-11
3. ↑  공군 해외파견요원 카페 FMS
4. ↑  영어 학습용(ALC) 전문가 시스템의 멀티미디어 사용자 인터페이스 개발[깨진 링크(과거 내용 찾기)]
5. ↑  원어민 영어회화 부대에서 배워요 공군교육사, 군 자녀 영어강좌, 국방일보, 2007.08.23[깨진 링크(과거 내용 찾기)]

## 같이 보기
- 국방어학원

## 참조사이트
- 미국국방언어학교 외국어교육센터